# Anelaphus vernus
Anelaphus vernus är en skalbaggsart som beskrevs av Chemsak 1991. Anelaphus vernus ingår i släktet Anelaphus och familjen långhorningar. Inga underarter finns listade i Catalogue of Life.